# Pointe de Chésery
Der Pointe de Chésery ist ein Berg auf der Grenze zwischen dem Département Haute-Savoie in Frankreich und dem Kanton Wallis in der Schweiz.
Er liegt auf einer Höhe von 2249 m ü. M. zwischen dem französischen Val d’Abondance und dem schweizerischen Val de Morgins im Gebiet Chablais. Der Pointe de Chésery ist der höchste Punkt der Walliser Gemeinde Monthey. An seinem Fusse liegt der Lac de Chésery.

## Weblinks

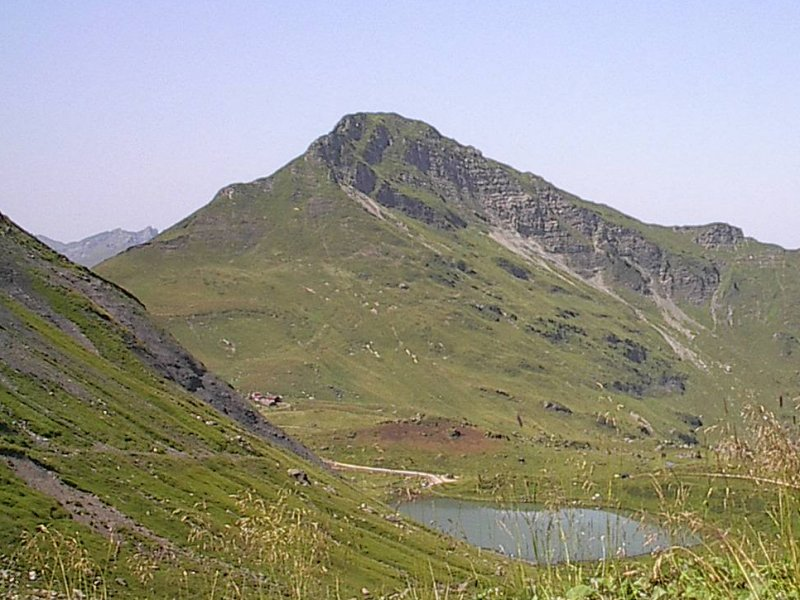
Blick auf den Pointe de Chésery und den Lac Vert